# Seznam kanadskih dirkačev
Seznam kanadskih dirkačev.

## B
- Allen Berg
- Bill Brack
- Peter Broeker

## C
- John Cannon
- John Cordts

## E
- George Eaton

## P
- Al Pease

## R
- Peter Ryan

## V
- Gilles Villeneuve
- Jacques Villeneuve
- Jacques Villeneuve starejši

## W
- Eppie Wietzes